# Heckler & Koch G41
Il G41 è un fucile d'assalto prodotto dall'azienda tedesca Heckler & Koch in tiratura limitata a partire dal 1981.
Progettato per sostituire il fucile HK 33, è stato realizzato in modo da essere compatibile con gli standard NATO. La sua produzione è stata interrotta, ma il brevetto è stato acquisito dalla Franchi S.p.A.

## Caratteristiche
Il fucile riprende i caratteri del Heckler & Koch G3, tra cui l'azionamento a massa battente con ritardo a rullini.
È dotato di un selettore per le modalità di fuoco, consentendo di scegliere tra fuoco automatico, a raffica da 3 colpi o semiautomatico oltre alla posizione di sicura.
L'arma è dotata di un proprio mirino metallico con apertura posteriore variabile in base alla distanza del bersaglio, selezionabile tra 200, 300 o 400 m. È inoltre configurata per montare mirini telescopici o laser di standard NATO.
La canna è dotata di rigatura a sei scanalature poligonali, ed è predisposta per l'utilizzo di munizioni 5,56 × 45 mm, sia SS109 che M193. Alla fine della canna può essere montato un parafiamma che può servire anche per il lancio di particolari granate.
Tra gli altri accessori vi sono il manico per il trasporto, il bipiede e la baionetta. È utilizzabile anche il lanciagranate da 40 mm Heckler & Koch HK69A1.

## Varianti
Il fucile d'assalto G41 è utilizzato in diverse varianti:
- G41 modello base, con calcio fisso e rigatura da 178 mm
- G41A1, calcio fisso e rigatura da 305 mm
- G41A2, calcio telescopico e rigatura da 178 mm
- G41A3, calcio telescopico e rigatura da 305 mm
- G41K, modello con canna da 380 mm, calcio telescopico e rigatura da 178 mm
- G41TGS (Tactical Group Support) utilizza il lanciagranate HK69A1
- LF G41 modello Luigi Franchi, ha una canna con rigatura a 4 scanalature; è tuttora scelto dal reparto italiano COMSUBIN.

## Operatori
- Italia - Comando subacquei ed incursori
- Spagna - Grupo Especial de Operaciones[1]
- Sri Lanka
- Turchia - Gendarmeria turca[2]
- Germania Ovest - Bundeswehr